# Marinomonas communis
Marinomonas communis ist eine Bakterienart. Sie kommt im Meer vor.

## Merkmale
Die Zellen sind gekrümmte Stäbchen, die Größe liegt bei 0,7–1,5 μm in Breite und 1,8–3,0 μm in Länge. M. communis ist entweder bipolar oder nur an einem Pol begeißelt.

## Stoffwechsel und Wachstum
Marinomonas communis ist aerob, der Stoffwechsel ist die Atmung mit Sauerstoff als dem terminalen Elektronenakzeptor. Wenn D-Fructose oder D-Glucose vorhanden sind, kann das Bakterium auch den Entner-Doudoroff-Weg für den Stoffwechsel nutzen. Es wird angenommen, dass dieser Stoffwechselweg unter den marinen Gammaproteobacteria weit verbreitet ist.
Marinomonas communis wächst in typischen marinen Medien, wie z.b. Marine Agar. Es benötigt Na+ für das Wachstum. Poly-β-Hydroxybuttersäure wird nicht akkumuliert. Ein extrazelluläres Amylase-Enzym wird nicht gebildet. Nitrat wird nicht reduziert. Das Bakterium zeigt noch Wachstum bei 40 °C.
Zu den Verbindungen, die Marinomonas communis für das Wachstum nutzen kann, zählen u. a. Glucose, Mannose, Sorbit, Citrat, Essigsäure, Bernsteinsäure (Succinat), Äpfelsäure (Malat) und Glycerin. Weitere von dem Bakterium nutzbare Verbindungen sind β-Alanin, l-Serin, l-Lysin, L-Arginin, Ethanol, Propanol, Spermin und Chinasäure sowie die Hydroxybenzoesäuren m-Hydroxybenzosäure und p-Hydroxybenzosäure. Für das Wachstum wird Na+ benötigt. Der Oxidase-Test verläuft positiv.
Der GC-Gehalt der DNA liegt bei 45.9 – 48 %. Es wird das Ubiquinon 8 gebildet.

## Systematik
Die Gattung Marinomonas zählt zu der Familie Oceanospirillaceae der Ordnung Oceanospirillales. Die Mehrzahl der in dieser Familie zusammengefassten Arten kommen im Meer bzw. Salzwasser vor. Auch der erste beschriebene Stamm von Marinomonas communis wurde im Küstenwasser von Oahu, Hawaii isoliert.
Mainomonas communis ist die Typusart der Gattung Marinomonas. Die Art wurde zuerst von Baumann und Mitarbeitern 1972 beschrieben und zu dem Zeitpunkt als Alteromonas communis der Gattung Alteromonas zugeordnet. Untersuchungen der rRNA führten 1983 zu der Umstellung von A. communis und der verwandten Art A. vaga zu der neu geschaffenen Gattung Marinomonas. Alteromonas communis ist somit das Basonym von Mainomonas communis. Marinomonas communis und M. vaga wurden zwischenzeitlich aufgrund von Untersuchungen der von den Bakterien gebildeten eisenhaltigen Enzymen Superoxiddismutase und Glutaminsynthetase der Gattung Oceanospirillum neu zugeordnet. Im Jahre 1989 wurde von Pot und Mitarbeitern festgestellt, dass diese Stämme nicht eng mit der Typusart von Oceanospirillum verwandt waren, was ihre derzeitige Klassifizierung innerhalb von Marinomonas weiter stützte. Später wurde dies durch eine 16S-rRNA-Sequenzierung bestätigt.

## Ökologie
Marinomonas communis kommt im Meer vor. Fundorte liegen u. a. im Südchinesischen Meer, an der südöstlichen Küste von Australien, bei Bermuda, an der südlichen Küste von Indien und bei Kiel. Im Januar 2023 waren 102 Fundorte registriert.
Ein untersuchter Stamm von Marinomonas communis zeigte eine Resistenz gegen Arsen. Zur Untersuchung wurde Natriumarsenat benutzt. Das Arsen wurde hierbei vom Bakterium aufgenommen und fixiert. Es wird angenommen, dass es mit der Ähnlichkeit der Reaktivität von Arsen und Phosphor (P) und Stickstoff (N) zusammenhängt. Die drei Elemente stehen alle in der 5. Hauptgruppe. Phosphor und Stickstoff sind zwei häufige Elemente in Zellen. Durch die Fähigkeit, Arsen zu binden, könnte Marinomonas communis für die Bioremediation von mit Arsen verseuchtem Wasser genutzt werden.
Marinomonas communis kann von dem parasitären Bakterium Bdellovibrio befallen werden. Dies wurde auch bei Marinomonas vaga beobachtet.